# Melkisedek Moreaux
Melkisedek Kwaku Moreaux (* 23. Juli 1996 in Hamburg) ist ein deutscher Basketballspieler.

## Werdegang
Moreaux, dessen Eltern aus Ghana stammen, zog im Alter von 13 Jahren mit seiner Familie von Deutschland nach England. Nachdem er zunächst Fußball gespielt hatte, wandte er sich dem Basketballsport zu. Er spielte für die Mannschaft des Preston’s College im Nordwesten Englands. Für diese erzielte er im Laufe der Saison 2015/16 Mittelwerte von 29 Punkten und 12,5 Rebounds je Begegnung.
Moreaux entschied sich zu einem Wechsel an eine Hochschule in den Vereinigten Staaten. Im Mai 2016 wurde zunächst sein Wechsel an die Missouri State University-West Plains vermeldet, er spielte dann in der Saison 2016/17 jedoch für die Mannschaft des Northeast Community College in Nebraska. Der Flügelspieler erzielte 9,1 Punkte und 7,3 Rebounds je Einsatz. Im November 2017 wurde sein Wechsel an die University of Arkansas-Little Rock bekanntgegeben. Der Wechsel platzte, Moreaux spielte ein weiteres Jahr am Northeast Community College, er steigerte seine Mittelwerte 2017/18 auf 14,2 Punkte und 10,3 Rebounds. Zur Saison 2018/19 wechselte er an die St. Bonaventure University in die höchste Hochschulliga, die erste NCAA-Division. Moreaux wurde während der Saison 2018/19 in zehn Spielen zum Einsatz gebracht, sein Punktedurchschnitt pro Partie lag bei 0,9. Er wechselte abermals die Hochschule, schrieb sich an der Mercyhurst University in Pennsylvania ein. Er studierte Sportpsychologie. In der Saison 2019/20 verzeichnete er keine Spieleinsätze, die NCAA-Wechselbestimmungen verhinderten das. 13 Spiele bestritt Moreaux in der Saison 2020/21 für die Mannschaft der Mercyhurst University in der zweiten NCAA-Division, im Schnitt erreichte er dabei 7,1 Punkte und 3,3 Rebounds je Begegnung.
2021 begann Moreaux seine Laufbahn als Berufsbasketballspieler beim deutschen Zweitligisten Phoenix Hagen. Für Hagen erzielte er während der Spielzeit 2021/22 im Durchschnitt 5,3 Punkte sowie 2,6 Rebounds je Begegnung. Im Juli 2022 wurde er vom Zweitligaaufsteiger SG ART Giants Düsseldorf unter Vertrag genommen. Ihm gelang mit den Rheinländern der Klassenerhalt, im Anschluss an das Spieljahr 2022/23 trennte man sich. Moreaux nahm ein Angebot des italienischen Drittligisten Virtus Cassino an. Für die Mannschaft erzielte er im Verlauf der Saison 2023/24 im Durchschnitt 16,1 Punkte je Einsatz.
Mit seinem Wechsel zu den Tigers Tübingen im Sommer 2024 kehrte Moreaux in die zweithöchste deutsche Spielklasse zurück.